# Oesophagitis
 Denne artikel bør gennemlæses af en person med fagkendskab for at sikre den faglige korrekthed.

Oesophagitis (esophagitis ; øsofagitis) er en sygdom kendetegnet ved betændelse i spiserøret. Spiserøret er en rørformet struktur bestående af en slimhindebeklædning samt længdegående, cirkulære glatte muskelfibre. Det forbinder svælget med maven, og normalt passerer slugt mad og væske gennem det.
Oesophagitis kan være asymptomatisk eller forårsage smerte i øverste del af maven og/eller brystet, især når man ligger ned eller anstrenger sig, og det kan gøre det svært at sluge (dysfagi).

## Symptomer
Symptomerne på spiserøgitis inkluderer :
- Halsbrand - en brændende fornemmelse i det nedre midtbryst
- Kvalme
- Dysfagi - smertefuld synkning med svært ved, eller manglende evne til, at få mad til at passere gennem spiserøret
- Opkastning (emetisk)
- Mavesmerter
- Hoste